# USS Jason Dunham (DDG-109)
O USS Jason Dunham é um destroyer da classe Arleigh Burke pertencente a Marinha de Guerra dos Estados Unidos. A embarcação recebeu este nome em honra ao fuzileiro Jason L. Dunham, que fora condecorado póstumamente com a Medalha de Honra por seus serviços no Iraque.